# Laskî, Narodîci
Laskî (în ucraineană Ласківська сільська рада) este o comună în raionul Narodîci, regiunea Jîtomîr, Ucraina, formată numai din satul de reședință.

## Demografie
Componența lingvistică a comunei Laskî
     Ucraineană (99,29%)
     Alte limbi (0,7%)
Conform recensământului din 2001, majoritatea populației comunei Laskî era vorbitoare de ucraineană (99,29%), existând în minoritate și vorbitori de alte limbi.